# Бискотти
Биско́тти (итал. Biscotti) — популярное итальянское кондитерское изделие, представляющее собой сухое печенье с характерной длиной и изогнутой формой. С итальянского переводится как «дважды запечённое» или «приготовленное дважды». Бискотти также общее название печенья в Италии.

## Описание
Особая разновидность бискотти — кантуччи, кантуччини, это вид печенья, распространённого в Тоскане. Готовится из муки, сахара, масла, яиц. В оригинальном рецепте с добавлением миндаля, а сейчас и с другими добавками — шоколадом, сухофруктами. 
Бискотти, в отличие от кантуччи, выпекается без масла. Тесто для бискотти формируют в виде батона, запекают, потом разрезают на ломтики и снова запекают. После выпечки их можно окунуть в растопленный шоколад. Печенье может храниться в течение 3-4 месяцев.
В других странах, как и в Италии, этот вид бискотти известен как Бискотти ди Прато, Бискочус или Кантуччини («Маленькие уголки»). Традиционный рецепт не включает масло, жир или молоко. Так как бискотти — очень сухое печенье, его чаще всего подают с каким-нибудь напитком. В Италии печенье подают с Vin Santo (десертное вино). В Америке бискотти едят с кофе или чёрным чаем. А в Испании их обычно подают с рюмкой сладкого десертного вина, такого как мускат.

## История
Считается, что наиболее популярная сегодня разновидность итальянского бискотти с миндалём впервые была приготовлена в XIII веке в Тоскане, в городе Прато. В то время его называли кантуччи, кантуччо (итал. cantuccio). Слово бискотти происходит от средневекового латинского слова biscoctus, означающего «дважды выпеченное печенье»: из теста формируются длинные жгуты, они выпекаются до готовности, а затем режутся поперёк наискосок и снова подсушиваются в духовке. Итальянцы используют это слово для любого печенья, приготовленного таким образом, тогда как именно миндальную его разновидность называют только кантуччи. 
Дважды печёные батончики ведут свою историю ещё со времён Римской империи. Такие бискотти использовали в долгих путешествиях или во время войны, так как их можно было очень долго хранить. Часто с собой это печенье брали моряки в плаванье. Благодаря тому, что печенье выпекалось без дрожжей и подсушивалось, оно не портилось долгое время. Ещё Плиний Старший, римский писатель и эрудит, сообщал, что такие печенья будут съедобными даже спустя века.